# صلح‌بان
صلح‌بان (به انگلیسی: The Peacekeeper) یک فیلم اکشن کانادایی-آمریکایی محصول سال ۱۹۹۷ به کارگردانی فدرر فورستر با بازی دولف لاندگرن، مایکل سرازین، مونتل ویلیامز و روی شایدر است.

## داستان
داستان این فیلم راجع به فرماندهی نیروی هوایی ایالات متحده، فرانک کراس (با بازی دولف لاندگرن) که تنها مردی است که می‌تواند از قتل رئیس‌جمهور جلوگیری کند. او همچنین باید یک هولوکاست هسته‌ای تحویل دهد. از طرفی تهدید از یک گروه تروریستی که کامپیوتر شخصی رئیس‌جمهور را دزدیده‌است، فرانک را تحت فشار قرار می‌دهد.